# Santo Stefano Quisquina

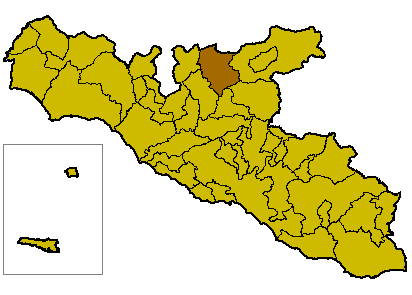
Ubicació de Santo Stefano Quisquina dins de la província

Santo Stefano Quisquina (sicilià Santu Stèfanu Quisquina ) és un municipi italià, dins de la província d'Agrigent. L'any 2008 tenia 5.076 habitants. Limita amb els municipis d'Alessandria della Rocca, Bivona, Cammarata, Casteltermini, Castronovo di Sicilia (PA) i San Biagio Platani.

## Administració
| Període | Identitat           | Partit        |
| ------- | ------------------- | ------------- |
| 2008-   | Stefano Leto Barone | Llista cívica |